# Educatore sociale
L'educatore sociale, sociopedagogista, è una figura professionale esperta in processi educativi e formativi del singolo, del gruppo e delle comunità, in grado di lavorare efficacemente in équipe alla progettazione e valutazione educativa. Educare, dal latino educare, forma intensiva di educere, "trar fuori, allevare"è un insieme di processi volto a stimolare e guidare la crescita della persona verso l'autonomia, la responsabilità personale e la completa socializzazione. L'educazione è un'azione che non si riferisce soltanto a soggetti giovani e giovanissimi, ma avendo tra i suoi generali obiettivi la conquista dell'autonomia del soggetto e l'inserimento più completo all'interno della propria comunità d'appartenenza, estende il suo operare anche a fasce d'età ben diverse. L'educazione permanente ed educazione degli adulti,  sono infatti, finalizzate, rispettivamente, alla valorizzazione delle particolari esigenze di formazione e affermazione psicofisica dell'individuo nel corso della sua intera vita.

## Storia
L'educatore sociale ritrova alla fine dell'Ottocento il suo primo operare presso strutture di tipo religioso che davano accoglienza a giovani ed adulti in situazioni di svantaggio ed emarginazione, spesso, causata dall'impossibile collocazione nel sociale di soggetti con disabilità fisiche o psichiche. Intorno agli anni cinquanta del novecento, l'Italia influenzata da nuove correnti culturali e sociali si apre ad un nuovo sguardo sul “diverso”, valutando «la possibilità di coinvolgere attivamente il soggetto stesso nel processo rieducativo a partire dal miglioramento della qualità di vita nei luoghi in cui viene agito l'intervento educativo […] dal concetto di istituto si passa a quello di comunità » È in questo contesto che gli educatori divengono consapevoli della propria figura e dell'importanza di questa sul piano sociale. Gli educatori sociali erano «[...] coloro che materialmente si occupavano di realizzare gli interventi educativi finalizzati al reinserimento sociale di minori e adulti […] come una figura pedagogica che pone in essere processi educativi in ambito extrascolastico con funzioni riabilitative volte a favorire la rivitalizzazione del potenziale umano dei soggetti in difficoltà e il loro reinserimento nella società»

## Formazione
Il percorso di formazione che in Italia conferisce il titolo di Educatore Sociale è la Laurea di 1º livello in Scienze dell'Educazione (Classe di Laurea L/19).
In Italia è possibile conseguire la Laurea in Scienze dell'Educazione presso le seguenti Università:
- Alma Mater Studiorum - Università di Bologna

Scienze dell'Educazione e della Formazione
- Libera Università di Bolzano

Scienze dell'Educazione e della Formazione
- Università della Valle D'Aosta

Scienze dell'Educazione e della Formazione
- Università della Calabria

Scienze dell'Educazione e della Formazione
- Università degli Studi di Bergamo

Scienze dell'Educazione e della Formazione
- Università degli Studi di Milano-Bicocca

Scienze dell'Educazione e della Formazione
- Università Suor Orsola Benincasa

Scienze dell'Educazione e della Formazione
- Università degli Studi di Padova

Scienze dell'Educazione e della Formazione
- Università degli Studi di Palermo

Scienze dell'Educazione e della Formazione
- Università degli Studi di Messina

Scienze dell'Educazione e della Formazione
- Università degli Studi di Perugia

Scienze dell'Educazione e della Formazione
- LUMSA

Scienze dell'Educazione e della Formazione
- Università degli Studi di Salerno

Scienze dell'Educazione e della Formazione
- Università degli Studi di Torino

Scienze dell'Educazione e della Formazione
- Università degli Studi di Trieste

Scienze dell'Educazione e della Formazione
- Università degli Studi di Verona

Scienze dell'Educazione e della Formazione
COMPETENZE:
L'educatore sociale durante il suo percorso formativo avrà acquisito: 
- Conoscenze teoriche e competenze operative nell'ambito dei processi educativi e formativi, volti a coniugare dimensioni teoriche e operative. Conoscenze teoriche di base e competenze operative nelle discipline pedagogiche e metodologico-didattiche.
- Conoscenze e competenze nelle discipline filosofiche, psicologiche, sociologiche e antropologiche, sempre in relazione a una prevalenza della formazione generale relativa alla conoscenza teorica, epistemologica e metodologica delle problematiche educative nelle loro diverse dimensioni, con particolare attenzione al tema dell'educazione interculturale.Conoscenze teorico-pratiche per l'analisi della realtà sociale, culturale e territoriale. Competenze per elaborare, realizzare, gestire e valutare progetti educativi, al fine di rispondere alla crescente domanda formativa espressa dalla realtà sociale e dai servizi alla persona e alle comunità.
- Abilità e competenze pedagogico-progettuali, metodologico-didattiche, comunicativo-relazionali, al fine di progettare, realizzare, gestire e valutare interventi e processi di formazione continua, anche mediante tecnologie multimediali e sistemi di formazione a distanza.
- Solida cultura di base nelle scienze della formazione dell'infanzia e dell'adolescenza, finalizzata ad acquisire competenze specifiche, saperi trasversali, metodi e tecniche di lavoro e di ricerca per gestire attività di insegnamento/apprendimento e interventi educativi nei servizi.
- Adeguata cultura di base nelle discipline storiche, geografiche, economiche e giuridiche, in quelle linguistiche e artistiche, e nelle discipline didattiche e per l'integrazione dei disabili.
- Conoscenza, in forma scritta e orale, della lingua inglese.
- Adeguate competenze e strumenti per la comunicazione e la gestione dell'informazione, della conoscenza e delle risorse umane.

METODI D'INTERVENTO:
L'educatore sociale opera su diversi livelli della vita umana e sociale,  dall'Infanzia all'adolescenza sino all'età tardo-adulta dal singolo al gruppo, si pone alla condizione di svantaggio da ricercatore e sperimentatore di soluzioni che inducono al miglioramento attraverso la progettazione educativa. 
Il progetto educativo e la programmazione degli interventi caratterizzano molto il lavoro dell'educatore. Queste azioni, sono basate su delle intenzionalità pedagogiche, che si concretizzano e si modificano attraverso le valutazioni in itinere. «L'atto del valutare può considerarsi un'operazione di attribuzione di valore a fatti, eventi, oggetti in relazione agli scopi che colui che valuta intende perseguire.»

## Sbocchi professionali
Gli sbocchi occupazionali dei laureati in Scienze dell'educazione comprendono, pertanto, i seguenti ambiti:
- strutture educative prescolastiche, scolastiche ed extrascolastiche;
- pubblica amministrazione ed enti locali;
- servizi sociali e culturali;
- servizi alla persona, all'infanzia e all'adolescenza;
- aziende pubbliche e private;
- organizzazioni dell'impresa sociale.

Il profilo occupazionale del laureato comprende i ruoli di:
- educatore nei nidi e nelle comunità infantili, nei servizi di sostegno alla genitorialità, nelle strutture prescolastiche,

scolastiche ed extrascolastiche, e nei servizi educativi per l'infanzia e l'adolescenza;
- educatore in strutture pubbliche e private che gestiscono e/o erogano servizi sociali e socio-sanitari (residenziali,

domiciliari, territoriali) rivolti a famiglie, minori, anziani, persone con disabilità, soggetti detenuti nelle carceri, stranieri, nomadi;
- animatore socio-educativo in strutture pubbliche e private che gestiscono e/o erogano servizi culturali, ricreativi, sportivi

(centri di aggregazione giovanile, biblioteche, mediateche, ludoteche e musei), nonché servizi di educazione ambientale
(parchi, ecomusei e agenzie per l'ambiente);
- formatore, istruttore o tutor nei servizi di formazione professionale e continua, pubblici, privati e del privato sociale, nelle imprese e nelle associazioni di categoria.